# 闭花受精

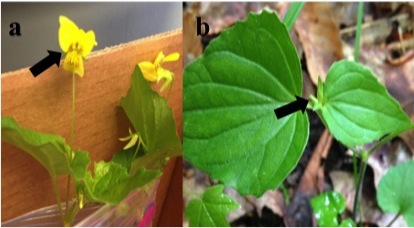
毛葉黃堇（Viola pubescens）的（a）开放花与（b）闭锁花

闭花受精是一种植物在关闭的花朵内完成自花授粉，并产生种子的有性繁殖方式。闭锁花（Cleistogamous Flower, CL）是闭花受精的关键，这类花朵不开放，授粉过程在花朵内部自发完成。闭花受精现象分布在50个科228个属的约693种植物中，常见于堇菜科、凤仙花科、禾本科、远志科以及豆科等植物类群。

## 分类
闭花受精植物通常分为以下三类：
- 完全闭花受精：所有花均为闭锁花，植物不产生开放花。
- 诱导闭花受精：在特定环境条件下诱发闭锁花的产生。
- 两型闭花受精（Dimorphic Cleistogamy）：同一植物在不同部位或不同时期同时产生闭锁花和开放花（Chasmogamous Flower, CH）。

闭锁花通常具有减少的花冠和雄蕊数量。相较于开放花鲜艳的花瓣和特殊气味，闭锁花花瓣发育不全或完全缺失，通常无色，且雄蕊数量减少，有时雄蕊退化为丝状或原基状。

## 假说
关于两型闭花受精现象，存在多种假说：
- 繁殖保障：闭锁花是一种应对开放花授粉失败的备份机制。在授粉不成功的情况下，闭锁花可以通过自交保障种子的生产，延长生长季节的有性生殖时间[8][9][10][11]。

- 防止自交衰退：自交后若有害等位基因未能被清除，将增加群体遗传漂变与自交衰退的风险[12][13]。闭锁花主要依靠自交繁殖，而开放花通过异交产生更多具遗传变异的后代，从而维持后代的遗传多样性，以适应环境变化[9][14][10][15]。

- 能量分配：闭锁花的能量消耗较低，因为它们节省了产生更多花粉、蜜腺体与花瓣的成本；而开放花较大，通常具有吸引传粉昆虫的功能，因此需要更多能量[10][16]。两型闭花受精可以通过不同花型的比例调整能量分配，以优化其生殖效益[9][17][18][19]。

- 环境异质性：环境因素（如光周期、光强、温度、土壤营养和水分等）决定了闭锁花与开放花的产生，环境异质性促进了两种花型的分化与选择[6][20][21][15]。